# Labastide-d'Anjou
Pour les articles homonymes, voir Labastide et Anjou (homonymie).
Labastide-d'Anjou  est une commune française située dans le nord-ouest du département de l'Aude, en région Occitanie.
Sur le plan historique et culturel, la commune fait partie du Lauragais, l'ancien « Pays de Cocagne », lié à la fois à la culture du pastel et à l’abondance des productions, et de « grenier à blé du Languedoc ». Exposée à un climat océanique altéré, elle est drainée par le canal du Midi et le Fresquel.
Labastide-d'Anjou est une commune rurale qui compte 1 261 habitants en 2022, après avoir connu une forte hausse de la population depuis 1975. Elle fait partie de l'aire d'attraction de Toulouse. Ses habitants sont appelés les Labastidiens et Labastidiennes.

## Géographie
Commune située dans le Lauragais, près du seuil de Naurouze.

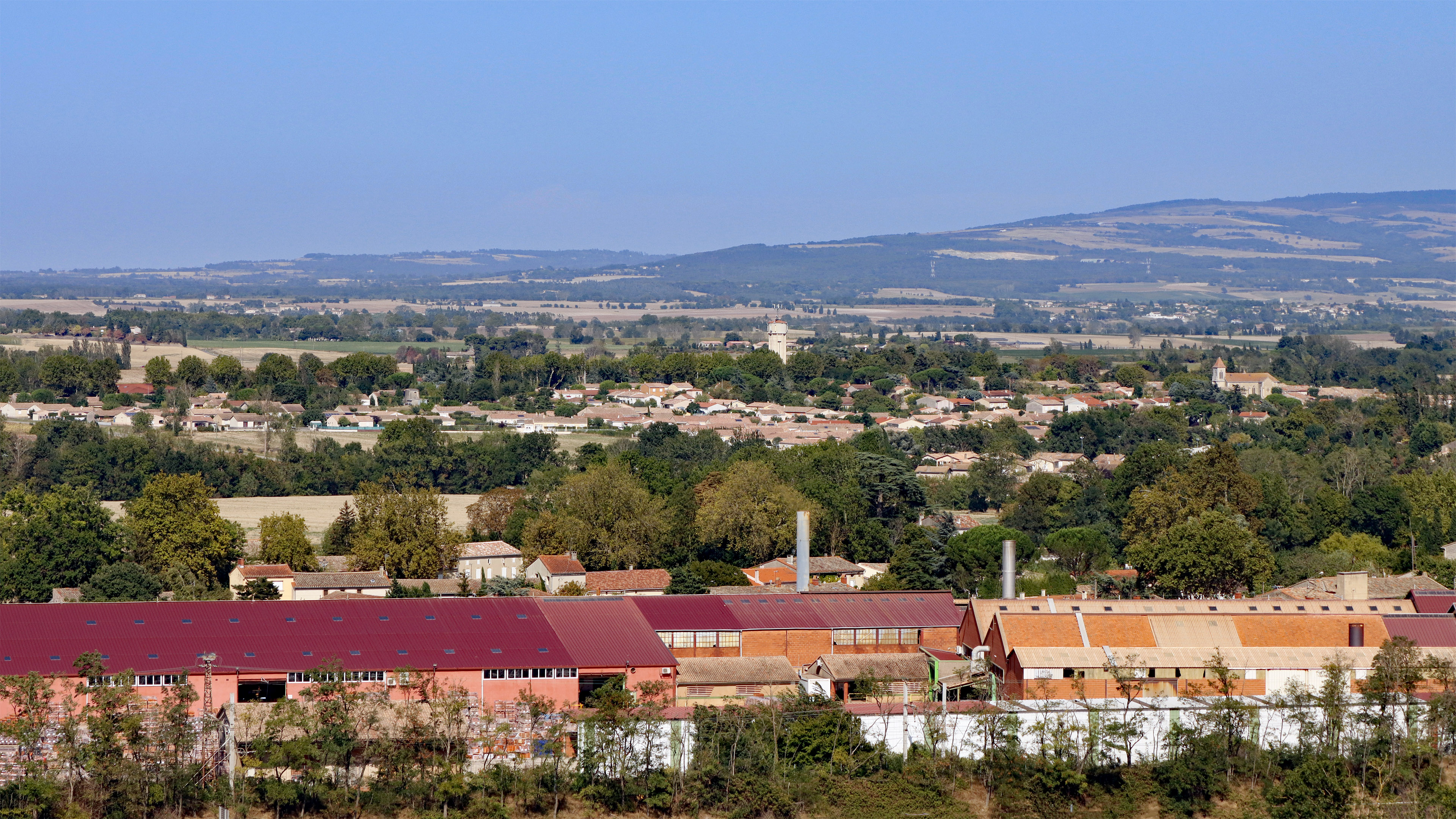
Le hameau du Ségala et la tuilerie Terreal.

### Communes limitrophes
Labastide-d'Anjou est limitrophe de six autres communes.
Les communes limitrophes sont  Airoux, Baraigne, Mas-Saintes-Puelles, Montferrand et Ricaud.
| Montferrand |                   | Airoux              |
|             | Labastide-d'Anjou | Ricaud              |
| Baraigne    |                   | Mas-Saintes-Puelles |

### Géologie et relief
La superficie de la commune est de 857 hectares ; son altitude varie de 165  à   253 mètres.

### Voies de communication et transports
Accès avec la route nationale 113 et les lignes intermodales d'Occitanie.

### Hydrographie
La commune est dans la région hydrographique « Côtiers méditerranéens », au sein du bassin hydrographique Rhône-Méditerranée-Corse. Elle est drainée par le canal du Midi et le Fresquel, qui constituent un réseau hydrographique de 7 km de longueur totale,.
Le canal du Midi, d'une longueur totale de 239,8 km, est un canal de navigation à bief de partage qui relie Toulouse à la mer Méditerranée depuis le xviie siècle.
Le Fresquel, d'une longueur totale de 63 km, prend sa source dans la commune de Baraigne et s'écoule d'ouest en est. Il traverse la commune et se jette dans l'Aude à Carcassonne, après avoir traversé 22 communes.

### Climat
Pour des articles plus généraux, voir Climat de l'Occitanie et Climat de l'Aude.
En 2010, le climat de la commune est de type climat du Bassin du Sud-Ouest, selon une étude s'appuyant sur une série de données couvrant la période 1971-2000. En 2020, Météo-France publie une typologie des climats de la France métropolitaine dans laquelle la commune est exposée à un climat océanique altéré et est dans la région climatique Aquitaine, Gascogne, caractérisée par une pluviométrie abondante au printemps, modérée en automne, un faible ensoleillement au printemps, un été chaud (19,5 °C), des vents faibles, des brouillards fréquents en automne et en hiver et des orages fréquents en été (15 à 20 jours).
Pour la période 1971-2000, la température annuelle moyenne est de 13,3 °C, avec une amplitude thermique annuelle de 15,9 °C. Le cumul annuel moyen de précipitations est de 704 mm, avec 9,4 jours de précipitations en janvier et 5,3 jours en juillet. Pour la période 1991-2020, la température moyenne annuelle observée sur la station météorologique la plus proche, située sur la commune de Montferrand à 3 km à vol d'oiseau, est de 13,7 °C et le cumul annuel moyen de précipitations est de 758,8 mm,. Pour l'avenir, les paramètres climatiques de la commune estimés pour 2050 selon différents scénarios d'émission de gaz à effet de serre sont consultables sur un site dédié publié par Météo-France en novembre 2022.

### Milieux naturels et biodiversité
Aucun espace naturel présentant un intérêt patrimonial n'est recensé sur la commune dans l'inventaire national du patrimoine naturel,,.

## Urbanisme

### Typologie
Au 1er janvier 2024, Labastide-d'Anjou est catégorisée bourg rural, selon la nouvelle grille communale de densité à 7 niveaux définie par l'Insee en 2022.
Elle est située hors unité urbaine. Par ailleurs la commune fait partie de l'aire d'attraction de Toulouse, dont elle est une commune de la couronne,. Cette aire, qui regroupe 527 communes, est catégorisée dans les aires de 700 000 habitants ou plus (hors Paris),.

### Occupation des sols
L'occupation des sols de la commune, telle qu'elle ressort de la base de données européenne d’occupation biophysique des sols Corine Land Cover (CLC), est marquée par l'importance des territoires agricoles (89,6 % en 2018), en diminution par rapport à 1990 (95,5 %). La répartition détaillée en 2018 est la suivante : terres arables (74,8 %), zones agricoles hétérogènes (14,8 %), zones urbanisées (7,3 %), zones industrielles ou commerciales et réseaux de communication (3,2 %). L'évolution de l’occupation des sols de la commune et de ses infrastructures peut être observée sur les différentes représentations cartographiques du territoire : la carte de Cassini (XVIIIe siècle), la carte d'état-major (1820-1866) et les cartes ou photos aériennes de l'IGN pour la période actuelle (1950 à aujourd'hui).

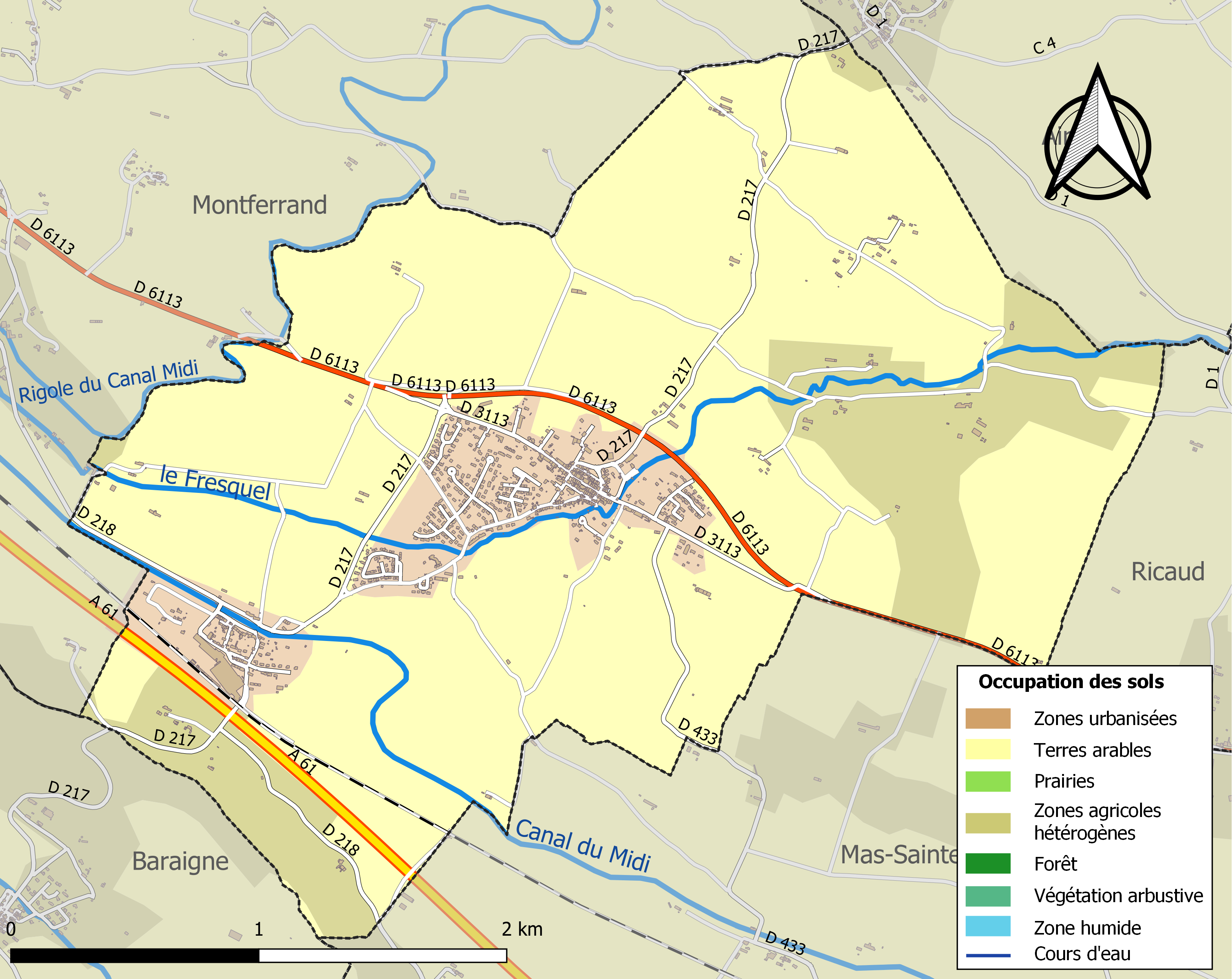
Carte des infrastructures et de l'occupation des sols de la commune en 2018 (CLC).

### Risques majeurs
Le territoire de la commune de Labastide-d'Anjou est vulnérable à différents aléas naturels : météorologiques (tempête, orage, neige, grand froid, canicule ou sécheresse), inondations et séisme (sismicité très faible). Il est également exposé à un risque technologique,  le transport de matières dangereuses. Un site publié par le BRGM permet d'évaluer simplement et rapidement les risques d'un bien localisé soit par son adresse soit par le numéro de sa parcelle.

#### Risques naturels
Certaines parties du territoire communal sont susceptibles d’être affectées par le risque d’inondation par débordement de cours d'eau, notamment le Fresquel et le canal du Midi. La commune a été reconnue en état de catastrophe naturelle au titre des dommages causés par les inondations et coulées de boue survenues en 1982, 1992, 1999, 2009, 2011 et 2018,.

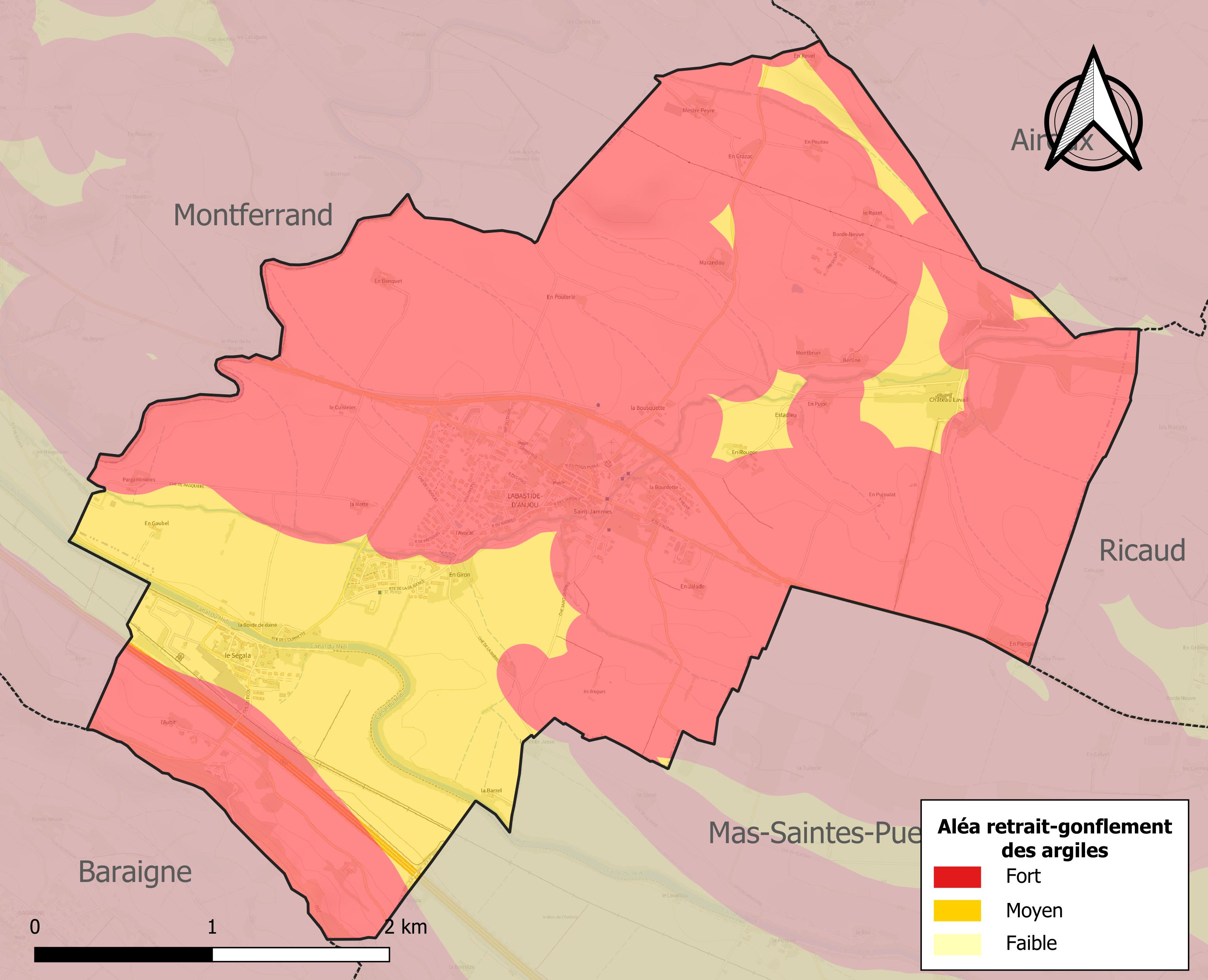
Carte des zones d'aléa retrait-gonflement des sols argileux de Labastide-d'Anjou.

Le retrait-gonflement des sols argileux est susceptible d'engendrer des dommages importants aux bâtiments en cas d’alternance de périodes de sécheresse et de pluie. La totalité de la commune est en aléa moyen ou fort (75,2 % au niveau départemental et 48,5 % au niveau national). Sur les 597 bâtiments dénombrés sur la commune en 2019, 597 sont en aléa moyen ou fort, soit 100 %, à comparer aux 94 % au niveau départemental et 54 % au niveau national. Une cartographie de l'exposition du territoire national au retrait gonflement des sols argileux est disponible sur le site du BRGM,.

#### Risques technologiques
Le risque de transport de matières dangereuses sur la commune est lié à sa traversée par une route à fort trafic et une ligne de chemin de fer. Un accident se produisant sur de telles infrastructures est en effet susceptible d’avoir des effets graves au bâti ou aux personnes jusqu’à 350 m, selon la nature du matériau transporté. Des dispositions d’urbanisme peuvent être préconisées en conséquence.

## Histoire
Labastide d'Anjou est une bastide fondée en 1373, par le duc d'Anjou, Louis Ier, deuxième fils du roi de France Jean II le Bon et frère cadet du roi Charles V, qui le nomme lieutenant général du Languedoc en 1364. On[Qui ?] dit de cette fondation royale qu'elle vient clore le phénomène des bastides dans le Sud-Ouest français.
Au cours de la Révolution française, la commune porte provisoirement le nom de La Bastide-de-Fresquel.

## Politique et administration

### Administration municipale
Le nombre d'habitants au recensement de 2011 étant compris entre 500 et 1 499 habitants, le nombre de membres du conseil municipal pour l'élection de 2014 est de quinze,.

### Rattachements administratifs et électoraux
Commune faisant partie de la communauté de communes Castelnaudary Lauragais Audois et du canton du Bassin Chaurien (avant le redécoupage départemental de 2014, Labastide-d'Anjou faisait partie de l'ex-canton de Castelnaudary-Sud) et avant le 1er janvier 2017 elle faisait partie de la communauté de communes de Castelnaudary et du Bassin Lauragais.

### Liste des maires
| Période                                  | Période   | Identité             | Étiquette | Qualité                                                                     |
| ---------------------------------------- | --------- | -------------------- | --------- | --------------------------------------------------------------------------- |
| Les données manquantes sont à compléter. |           |                      |           |                                                                             |
| 1816                                     | 1819      | Jean François DOMERC |           |                                                                             |
| 1819                                     | 1830      | Antoine MOLINIE      |           |                                                                             |
| 1830                                     | 1840      | Jean François DOMERC |           |                                                                             |
| 1840                                     | 1843      | Jean François MOULET |           |                                                                             |
| 1843                                     | 1848      | Jean François DOMERC |           |                                                                             |
| 1848                                     | 1852      | Guillaume FAUGERE    |           |                                                                             |
| 1852                                     | 1855      | Jean François MOULET |           |                                                                             |
| 1855                                     | 1860      | Arnaud VIE           |           |                                                                             |
| 1860                                     | 1870      | Jean François MOULET |           |                                                                             |
| 1870                                     | 1871      | Vincent SIRET        |           |                                                                             |
| 1874                                     | 1876      | Gabriel FORNIER      |           |                                                                             |
| 1876                                     | 1880      | Jean François MOULET |           |                                                                             |
| 1880                                     | 1900      | Jules BUISSON        |           |                                                                             |
| 1900                                     | 1912      | Jean Paul BUISSON    |           |                                                                             |
| 1912                                     | 1926      | Etienne CABANIAL     |           |                                                                             |
|                                          |           |                      |           |                                                                             |
| 1937                                     | 1945      | Etienne POURHOMME    |           |                                                                             |
| 1945                                     | 1947      | Henri ANCELY         |           |                                                                             |
| 1947                                     | 1953      | Etienne POURHOMME    |           |                                                                             |
| 1953                                     | 1959      | Louis IZARD          |           |                                                                             |
| 1959                                     | 1965      | Edouard BELINGUIER   |           |                                                                             |
| 1965                                     | 1971      | Paul ROUGE           |           |                                                                             |
| Mars 1971                                | Mars 1983 | Gérard DAVID         |           |                                                                             |
|                                          |           |                      |           |                                                                             |
| Mars 1989                                | Mars 1995 | Ferdinand FAUGERES   |           |                                                                             |
| Mars 1995                                | Mars 2014 | Robert Gaubert       |           |                                                                             |
| Mars 2014                                | En cours  | Nathalie Naccache    | SE        | vice-présidente de la Communauté de communes Castelnaudary Lauragais Audois |

## Population et société

### Démographie
L'évolution du nombre d'habitants est connue à travers les recensements de la population effectués dans la commune depuis 1793. Pour les communes de moins de 10 000 habitants, une enquête de recensement portant sur toute la population est réalisée tous les cinq ans, les populations de référence des années intermédiaires étant quant à elles estimées par interpolation ou extrapolation. Pour la commune, le premier recensement exhaustif entrant dans le cadre du nouveau dispositif a été réalisé en 2004.

En 2022, la commune comptait 1 261 habitants, en évolution de −6,52 % par rapport à 2016 (Aude : +2,65 %, France hors Mayotte : +2,11 %).
| 1793 | 1800 | 1806 | 1821 | 1831 | 1836 | 1841 | 1846 | 1851  |
| ---- | ---- | ---- | ---- | ---- | ---- | ---- | ---- | ----- |
| 722  | 693  | 775  | 836  | 943  | 929  | 966  | 979  | 1 018 |

| 1856  | 1861 | 1866 | 1872 | 1876 | 1881 | 1886 | 1891 | 1896 |
| ----- | ---- | ---- | ---- | ---- | ---- | ---- | ---- | ---- |
| 1 010 | 941  | 953  | 879  | 784  | 798  | 809  | 728  | 669  |

| 1901 | 1906 | 1911 | 1921 | 1926 | 1931 | 1936 | 1946 | 1954 |
| ---- | ---- | ---- | ---- | ---- | ---- | ---- | ---- | ---- |
| 657  | 653  | 717  | 731  | 739  | 764  | 677  | 729  | 714  |

| 1962 | 1968 | 1975 | 1982 | 1990 | 1999 | 2004 | 2006 | 2009 |
| ---- | ---- | ---- | ---- | ---- | ---- | ---- | ---- | ---- |
| 739  | 766  | 747  | 825  | 797  | 889  | 857  | 862  | 957  |

| 2014  | 2019  | 2022  | - | - | - | - | - | - |
| ----- | ----- | ----- | - | - | - | - | - | - |
| 1 253 | 1 284 | 1 261 | - | - | - | - | - | - |

| selon la population municipale des années : | 1968 | 1975 | 1982 | 1990 | 1999 | 2006 | 2009 | 2013 |
| Rang de la commune dans le département      | 56   | 51   | 66   | 67   | 64   | 75   | 73   | 57   |
| Nombre de communes du département           | 439  | 436  | 435  | 437  | 438  | 438  | 438  | 438  |

## Économie

### Revenus
En 2018  (données Insee publiées en septembre 2021), la commune compte 507 ménages fiscaux, regroupant 1 226 personnes. La médiane du revenu disponible par unité de consommation est de 20 730 € (19 240 € dans le département).

### Emploi
| Division       | 2008   | 2013   | 2018   |
| -------------- | ------ | ------ | ------ |
| Commune        | 8,9 %  | 9,3 %  | 8,6 %  |
| Département    | 10,2 % | 12,8 % | 12,6 % |
| France entière | 8,3 %  | 10 %   | 10 %   |

En 2018, la population âgée de 15 à 64 ans s'élève à 776 personnes, parmi lesquelles on compte 78,4 % d'actifs (69,8 % ayant un emploi et 8,6 % de chômeurs) et 21,6 % d'inactifs,. En  2018, le taux de chômage communal (au sens du recensement) des 15-64 ans est inférieur à celui de la France et du département, alors qu'en 2008 il était supérieur à celui de la France.
La commune fait partie de la couronne de l'aire d'attraction de Toulouse, du fait qu'au moins 15 % des actifs travaillent dans le pôle,. Elle compte 297 emplois en 2018, contre 345 en 2013 et 366 en 2008. Le nombre d'actifs ayant un emploi résidant dans la commune est de 551, soit un indicateur de concentration d'emploi de 53,8 % et un taux d'activité parmi les 15 ans ou plus de 60,8 %.
Sur ces 551 actifs de 15 ans ou plus ayant un emploi, 90 travaillent dans la commune, soit 16 % des habitants. Pour se rendre au travail, 89,1 % des habitants utilisent un véhicule personnel ou de fonction à quatre roues, 2,6 % les transports en commun, 4,8 % s'y rendent en deux-roues, à vélo ou à pied et 3,5 % n'ont pas besoin de transport (travail au domicile).

### Activités hors agriculture

#### Secteurs d'activités
65 établissements sont implantés  à Labastide-d'Anjou au 31 décembre 2019. Le tableau ci-dessous en détaille le nombre par secteur d'activité et compare les ratios avec ceux du département,.
| Secteur d'activité                                                                                        | Commune | Commune | Département |
| Secteur d'activité                                                                                        | Nombre  | %       | %           |
| --- | ------- | ------- | ----------- |
| Ensemble                                                                                                  | 65      |         |             |
| Industrie manufacturière, industries extractives et autres                                                | 6       | 9,2 %   | (8,8 %)     |
| Construction                                                                                              | 8       | 12,3 %  | (14 %)      |
| Commerce de gros et de détail, transports, hébergement et restauration                                    | 19      | 29,2 %  | (32,3 %)    |
| Activités immobilières                                                                                    | 5       | 7,7 %   | (5,2 %)     |
| Activités spécialisées, scientifiques et techniques et activités de services administratifs et de soutien | 7       | 10,8 %  | (13,3 %)    |
| Administration publique, enseignement, santé humaine et action sociale                                    | 17      | 26,2 %  | (13,2 %)    |
| Autres activités de services                                                                              | 3       | 4,6 %   | (8,8 %)     |

Le secteur du commerce de gros et de détail, des transports, de l'hébergement et de la restauration est prépondérant sur la commune puisqu'il représente 29,2 % du nombre total d'établissements de la commune (19 sur les 65 entreprises implantées  à Labastide-d'Anjou), contre 32,3 % au niveau départemental.

#### Entreprises
Le groupe Terreal y dispose d'une usine de production de tuiles.

### Agriculture
La commune fait partie de la petite région agricole dénommée « Lauragais ». En 2010, l'orientation technico-économique de l'agriculture  sur la commune est la production de céréales et oléoprotéagineux.
|                                   | 1988  | 2000 | 2010 |
| --------------------------------- | ----- | ---- | ---- |
| Exploitations                     | 24    | 24   | 15   |
| Superficie agricole utilisée (ha) | 1 178 | 1023 | 828  |

Le nombre d'exploitations agricoles en activité et ayant leur siège dans la commune est passé de 24 lors du recensement agricole de 1988 à 24 en 2000 puis à 15 en 2010, soit une baisse de 37 % en 22 ans. Le même mouvement est observé à l'échelle du département qui a perdu pendant cette période 52 % de ses exploitations. La surface agricole utilisée sur la commune a également diminué, passant de 1 178 ha en 1988 à 828 ha en 2010. Parallèlement la surface agricole utilisée moyenne par exploitation a augmenté, passant de 49 à 55 ha.

### Enseignement
Labastide-d'Anjou fait partie de l'académie de Montpellier.

### Activités sportives
Chasse, randonnée pédestre.

## Culture locale et patrimoine

### Lieux et monuments
- Église de la Nativité de Labastide-d'Anjou.
- Moulin à vent, dont il ne reste plus que le fut conique, est un site classé par arrêté du 29 mars 1939[40].

### Personnalités liées à la commune
- Jean-Pierre Rivalz, peintre et architecte, né vers 1625 à Labastide-d'Anjou.
- Jules Buisson, homme politique, mort en 1909 à Labastide-d'Anjou.

### Héraldique
| Blason de Labastide-d'Anjou | Blason  | Fascé, contre-fascé de sinople et d'argent de quatre pièces. |
| Blason de Labastide-d'Anjou | Détails | Le statut officiel du blason reste à déterminer.             |